# Duttaphrynus noellerti
Duttaphrynus noellerti é uma espécie de sapo da família Bufonidae. Ele é endêmico no Sri Lanka. Seu habitat natural são as florestas úmidas das terras baixas em áreas tropicais e subtropicais, além de jardins rurais. Está ameaçado pela perda do seu habitat.